# سكوت لوغان (مغن مؤلف)
سكوت لوغان (بالإنجليزية: Scott Logan)‏ هو مغن مؤلف أمريكي، ولد في 14 أغسطس 1978.

## وصلات خارجية
- الموقع الرسمي